# جوان مورلي
جوان مورلي (بالإنجليزية: Joanne Morley)‏ هي لاعبة غولف بريطانية، ولدت في 30 ديسمبر 1966 في Sale, Greater Manchester ‏ في المملكة المتحدة.